# Čereňany
Čereňany (em húngaro: Cserenye) é um município da Eslováquia, situado no distrito de Prievidza, na região de Trenčín. Tem 18,99 km² de área e sua população em 2018 foi estimada em 1.708 habitantes.

## Demografia
| Ano:        | 1994 | 2004   | 2014   | 2024   |
| ----------- | ---- | ------ | ------ | ------ |
| Broj ljudi: | 1697 | 1730   | 1692   | 1742   |
| Razlika:    |      | +1,94% | -2,19% | +2,95% |

| Ano:               | 2023 | 2024   |
| ------------------ | ---- | ------ |
| Número de pessoas: | 1730 | 1742   |
| Diferença:         |      | +0,69% |